# 郭栄 (隋)
郭 栄（かく えい、547年 - 614年）は、中国の北周から隋にかけての軍人。字は長栄。本貫は太原郡。

## 経歴
郭徽の子として生まれた。北周の大冢宰宇文護に召されて側近として仕えた。宇文護にまじめさを買われて、中外府水曹参軍に抜擢された。ときに北斉がたびたび北周に侵入していたので、宇文護は郭栄に命じて汾州に出向させ、北斉の動向を探らせた。汾州と姚襄鎮のあいだが遠く、お互いに救援できなかったので、郭栄は汾州と姚襄鎮のあいだにもうひとつ城を築いて備えるよう提案し、宇文護はそれに従った。北斉の将軍の段韶が汾州と姚襄鎮を攻め落としたが、郭栄の建てさせた城は落城しなかった。宇文護は黄河に浮橋を架けて、軍を渡河させ、段韶と戦った。段韶が上流に筏を放って浮橋を破壊しようとしたので、宇文護は郭栄に命じて筏を取り払わせた。郭栄は功績により大都督に任ぜられた。宇文護は稽胡の反抗に悩んで、郭栄に対応させた。郭栄は上郡と延安に周昌・弘信・広安・招遠・咸寧の5城を築いて、要路を押さえたので、稽胡は侵入できなくなった。572年、武帝が親政をはじめると、郭栄は宣納中士に任ぜられた。武帝に従って北斉を攻撃し、戦功により平陽県男に封ぜられ、司水大夫に転じた。
郭栄は楊堅と親しく、楊堅も簒奪の意志を郭栄に打ち明けていた。580年、宣帝が死去し、楊堅が北周の政権を掌握すると、郭栄は相府楽曹参軍に任ぜられた。また本官のまま蕃部大夫を兼ねた。581年、隋が建国されると、召還されて内史舎人となり、爵位は蒲城郡公に進み、上儀同の位を加えられた。通州刺史に転じた。仁寿初年、西南の少数民族が隋に反抗すると、郭栄は八州諸軍事行軍総管を兼ね、兵を率いて乱を平定した。
604年、煬帝が即位すると、郭栄は入朝して武候驃騎将軍となった。数年後、黔安の首領の田羅駒が清江で乱を起こすと、夷陵の郡民に呼応する者が多く出たので、郭栄はこれの平定にあたった。左候衛将軍に転じた。609年、煬帝の吐谷渾遠征に従い、銀青光禄大夫の位を受けた。611年、左光禄大夫の位に進んだ。612年、高句麗遠征に反対する上疏をおこなったが、煬帝に聞き入れられなかった。従軍して遼東城を攻め、みずから矢石を受け、昼も夜も甲冑を脱がず100日あまり戦った。このため煬帝に賞賛された。613年、右候衛大将軍に任ぜられた。煬帝は群臣の前で「誠心至純なことで郭栄には比べる者もない」と称揚した。楊玄感の乱が起こると、煬帝は郭栄に太原に戻らせて守らせた。614年、煬帝に従って柳城に到着したが、病にかかり、懐遠鎮で死去した。享年は68。兵部尚書の位を追贈された。諡は恭といった。
子に郭福善があった。

## 伝記資料
- 『隋書』巻五十 列伝第十五
- 『北史』巻七十五 列伝第六十三